# Billund
Billund là một đô thị (tiếng Đan Mạch: kommune) ở vùng Syddanmark ở trung tâm của bán đảo Jutland của Đan Mạch. Trước đây, đô thị này thuộc về quận Ribe. Đô thị mới đã sáp nhập có diện tích 536,51 km², và tổng dân số là 26.181 (2008). Thị trưởng hiện nay là Preben Jensen, một đảng viên của chính đảng Venstre (Đảng Tự do).
Billund là một đô thị công ty, là nơi thuộc sở hữu của Tập đoàn Lego có trụ sở ở đây, tập đoàn này có nhà máy ở ngoại vi thành phố và năm 2005 có sản lượng sản xuất tại đây chiếm 90% tổng sản lượng của tập đoàn này. Ở đô thị này cũng có công viên giải trí xây năm 1968.